# Eichstedt (Adelsgeschlecht)

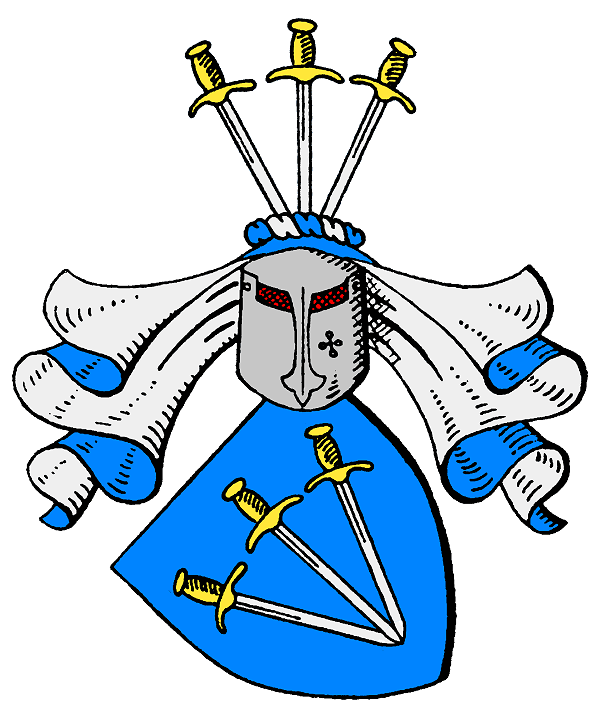
Wappen derer von Eichstedt

Eichstedt ist der Name eines altmärkischen Uradelsgeschlechts, das eines Stammes und Wappens mit den Rundstedt und den Lindstedt ist und aus dem gleichnamigen Ort im Landkreis Stendal stammt. 

## Geschichte
Erste bekannte Vertreter der Familie waren Hinricus de Ekstede et fratres sui et Tidericus, die 1163 urkundlich erwähnt werden. Auf dieselbe Erstnennung beziehen sich auch die Eickstedt, womit beide Geschlechter ebenfalls stammesverwandt sind.
Die Stammreihe beginnt mit Konrad von Eichstedt, der im Jahre 1280 urkundlich genannt wurde und mehrere alt- und mittelmärkische Lehen besaß. Unter den Söhnen des Lewin Jakob von Eichstedt (1646–1715), Erbherr auf Baumgarten und Eichstedt, teilte sich das Geschlecht in zwei Linien.
Aus der zweiten Linie ging ein weiteres gleichnamiges Geschlecht auf den natürlichen Sohn des preußischen Leutnant Georg Friedrich von Eichstedt (1723–1757) zurück. Dieser preußische Stabskapitän Friedrich Ludwig von Eichstedt (1752–1802), erhielt am 24. Oktober 1786 vom König die preußische Adelslegitimation. Er setzte die Stammreihe fort.

## Bekannte Familienmitglieder
- Theodor von Eichstedt, Postdirektor in Paderborn
- Werner Bernhard Franz von Eichstedt (1896–1944), deutscher Generalmajor und Divisionskommandeur, gefallen bei Kischinew

## Wappen
Das Stammwappen der Eichstedts zeigt in Blau drei fächerförmig gestürzte blanke Schwerter. Auf dem Helm mit blau-silbernen Decken die Schwerter aufgerichtet. Das Wappen bildet noch heute im Wappen der Gemeinde Eichstedt (Altmark) die rechte Hälfte. 